# 楊飛龍
楊飛龍（？—296年），仇池國的首领（今中国甘肃一带），楊千萬的子孙，在他的领导下部族强盛起来，在位期间为263年—296年。晋武帝非正式的任命他为征西将军，杨飞龙因此回到略阳居住。杨飞龙没有儿子，以外甥令狐茂搜为养子。
| 前任： 楊千萬 | 仇池君主 | 繼任： 楊茂搜 |